# Leila K
Leila K, senare Samira, artistnamn för Laila El Khalifi, född 6 september 1971 i Bergsjön i Göteborg, är en svensk sångare och musiker. Leila K blev 2016 invald i Swedish Music Hall of Fame.

## Biografi

### Samarbetet med Rob'n'Raz
Leila K är av marockanskt ursprung. Under artistnamnet Ms Melodie kom hon tvåa i talangjakten Rap SM 1989. Rob'n'Raz, som var med i juryn, gillade hennes råa kaxiga rapstil och erbjöd henne att vara med på en av deras låtar, som de redan skrivit men saknade vokalist till. För att undvika förväxlingar med en amerikansk rappare med ett snarlikt artistnamn ändrades Ms Melodie till Leila K.
Deras singel "Got to Get", som kom ut sommaren 1989, blev en stor hit i Sverige och Storbritannien, men även i övriga Europa. Singeln gavs också ut i USA. Från att ha varit mopedbud i Göteborg var hon plötsligt en internationell rapstjärna. Senare kom singlarna "Rok the Nation" och "Just Tell Me" från albumet Rob'n'Raz feat. Leila K. Hon rappade också på sången "Hello Afrika" med Dr Alban.
Under pågående turné med Rob'n'Raz blev pressen för hård, och efter att ha vägrat uppträda under en konsert valde hon plötsligt att rymma till Mallorca och Ibiza, vilket skapade stora rubriker i kvällstidningarna. Deras samarbete avbröts i och med detta. I en senare intervju har hon själv berättat att hennes läkare avrådde henne från att arbeta på grund av tilltagande problem med astma och att hon behövde vila stämbanden i ett torrt klimat.
Den mer dansinspirerade singeln "Time" kom 1991, producerad av Jam Lab och Soul Top.

### Samarbetet med Cheiron
Covern på Plastic Bertrands punk-klassiker "Ça plane pour moi" samt danshiten "Open Sesame", båda producerade av Denniz Pop, kom 1993. Albumet Carousel kom hösten samma år, det första albumet där Max Martin medverkar som producent. Den låg som högst på plats 30 på den svenska albumlistan.
År 1995 gjorde hon låten "Electric", vilken som bäst placerades sig som nummer 8 på svenska singellistan.

### Vägen utför
Leila K:s karriär gick under 1990-talet utför. Hon hade under flera år varit hemlös, haft alkoholproblem och suttit i fängelse. År 1998 spelade frilansfilmaren Göran Olsson in en dokumentärfilm om hennes liv, Fuck you, fuck you very much där bland annat hennes konflikter med Aftonbladet togs upp. Artisten Dilba medverkade i filmen efter att Leila K hade kritiserat hennes låt som vann Grammis 1996. Hon hade sagt att hon "ville slå Dilba" och att hon gjorde publiken ledsen medan hon påstår att hennes låt Electric ger publiken energi. Filmen visades under 1999 i Sveriges Television.
I boken Mikrofonkåt av Fredrik Strage intervjuas hon 2001. Där skildras Leila K som förvirrad och utan kontroll över sitt liv. I boken skrev Strage att Leila K anklagade honom under intervjun för att ha stulit pengar från henne.  
Under år 2003 uppmärksammades hennes situation i tidningen Expressen. Hon berättade då för tidningens reporter Magnus Hellberg att hon var tvungen att stjäla mat för att överleva. Hon förklarade samtidigt att hon bytt artistnamn till "Samira".
Efter uppmärksamheten gick hennes tidigare skivbolag samman för att göra ett samlingsalbum för att hjälpa henne ekonomiskt, vilket snart resulterade i angrepp från Leila K att de lurat henne på hennes royalty.

### Återkomsten och olyckan 2007
Den 13 juni 2007 gjorde hon en spontan comeback på släppfesten för boken Bögjävlar i Stockholm genom att sjunga två äldre låtar. Den 15 juni 2007 blev hon påkörd av en bil vid ett trafikljus i centrala Stockholm. Hon fördes till S:t Görans sjukhus med lindriga skador.

### Återkomsten 2011
Den 30 maj 2011 gavs singeln Legendary ut av Petter Wallenberg där Leila K medverkar. Leila K gjorde även i samband med skivsläppet en hemlig spelning med Legendary på Wallenbergs klubb Mums Mums i Stockholm.

### Historien om Leila K
2013 skrev Petter Wallenberg boken Historien om Leila K som kom ut på bokförlaget Lind & Co. Boken innehåller intervjuer, musikhistoria och reportage om Leila K:s liv som hemlös i Stockholm.

### Återkomsten 2015
I juni 2015 uppträdde hon återigen tillsammans med Rob'n'Raz på Denniz Pop Awards i Stockholm.

### Återkomsten 2023
Leila K gjorde tillsammans med Jessica Folcker comeback på QX-galan 2023.

### Privatliv
Leila K:s familj accepterade aldrig hennes val att bli musikartist, vilket ledde till ett smärtsamt uppbrott. På ett av hennes skivomslag står det tryckt "Förlåt mig pappa" på arabiska som en försoningsgest.

## Diskografi

### Album
| Rob'n'Raz feat Leila K                                                              | - Släppdatum: Maj 1990 - Bolag: Telegram Records Stockholm - Format: CD, LP | 27 | — | —  | 81 | 30 | 14 |
| Carousel                                                                            | - Släppdatum: September 1993 - Bolag: Urban Records - Format: CD            | 10 | — | 30 | 89 | 32 | 30 |
| Manic Panic                                                                         | - Släppdatum: Juni 1996 - Bolag: Mega Records - Format: CD                  | —  | 4 | —  | —  | —  | 17 |
| Greatest Tracks                                                                     | - Släppdatum: Maj 2003 - Bolag: Bonnier Music Sweden - Format: CD           | —  | — | —  | —  | —  | 40 |
| "—" innebär att skivan inte gick in på topplistan eller inte släpptes i det landet. |                                                                             |    |   |    |    |    |    |

### Singlar
| 1989                                                                                | "Got to Get"        | 3  | — | 3  | 14 | 2  | 4 | 3  | 10 | 8  | - Sverige: Guld | Rob'n'Raz feat Leila K |
| 1990                                                                                | "Rok the Nation"    | —  | — | 21 | 21 | 16 | — | 13 | 3  | 41 | - Sverige: Guld | Rob'n'Raz feat Leila K |
| 1990                                                                                | "Just Tell Me"      | —  | — | —  | —  | —  | — | —  | —  | —  |                 | Rob'n'Raz feat Leila K |
| 1990                                                                                | "It Feels So Right" | —  | — | —  | —  | —  | — | —  | —  | —  |                 | Rob'n'Raz feat Leila K |
| 1991                                                                                | "Time"              | —  | — | —  | —  | —  | — | —  | —  | —  |                 | Enstaka singlar        |
| 1991                                                                                | "Magic Ball"        | —  | — | —  | —  | —  | — | —  | 30 | —  |                 | Enstaka singlar        |
| 1992                                                                                | "Open Sesame"       | 5  | — | 5  | 13 | 2  | — | 4  | 21 | 23 |                 | Carousel               |
| 1993                                                                                | "Ça Plane Pour Moi" | 8  | — | 13 | —  | 24 | — | 17 | 25 | 69 |                 | Carousel               |
| 1993                                                                                | "Slow Motion"       | 26 | — | 37 | —  | —  | — | —  | 27 | —  |                 | Carousel               |
| 1993                                                                                | "Close Your Eyes"   | —  | — | —  | —  | —  | — | —  | —  | —  |                 | Carousel               |
| 1995                                                                                | "Electric"          | —  | 2 | 61 | —  | —  | — | —  | 8  | —  |                 | Manic Panic            |
| 1996                                                                                | "C'Mon Now"         | —  | 3 | —  | —  | —  | — | —  | 21 | —  |                 | Manic Panic            |
| 1996                                                                                | "Rude Boy"          | —  | 8 | —  | —  | —  | — | —  | 29 | —  |                 | Manic Panic            |
| 1996                                                                                | "Blacklisted"       | —  | — | —  | —  | —  | — | —  | —  | —  |                 | Manic Panic            |
| 1996                                                                                | "Party Police"      | —  | — | —  | —  | —  | — | —  | —  | —  |                 | Enstaka singel         |
| "—" innebär att skivan inte gick in på topplistan eller inte släpptes i det landet. |                     |    |   |    |    |    |   |    |    |    |                 |                        |